# 18 janvier dans les chemins de fer
18 décembre 18 février
Chronologies thématiques
- Croisades
- Sports
- Disney

Cette page concerne les événements qui se sont déroulés un 18 janvier dans les chemins de fer.

## Événements

### XIXesiècle
- 1865, France : mise en faillite de la Compagnie du chemin de fer de Lyon (la Croix-Rousse) au camp de Sathonay[1].
- 1878, Australie : début des travaux de construction de la ligne du Ghan au sud de Port Augusta.

### XXesiècle
- 1977, Australie : catastrophe ferroviaire de Granville, un train déraille et heurte les piles d’un pont faisant 83 morts. C'est la plus importante catastrophe ferroviaire de l'histoire de l'Australie.